# AlReader
AlReader — программа для чтения электронных книг для мобильных операционных систем Android, WindowsСЕ а также настольных Win2000, WinXP и старше. Поддерживает как форматы электронных книг (FB2, Epub, mobi), так и электронных документов (doc, docx, odt, txt). Изначально разрабатывалась для операционной системы Windows Mobile, затем с версии AlReader2 портирована на Android.

## Возможности программы
- Настройка отображения включает в себя настройку шрифта, цвета, стилей текста, размера текста, теней, отступов. Возможность сохранять эти настройки в т. н. профилях.
- Редактирование fb2 и txt файлов.
- Часы на заднем плане.
- Настройка колонтитулов и строки состояния.
- 9 тап-зон, жесты двумя пальцами.
- Подгонка интерфейса под E-Ink девайсы.
- Удержание подсветки экрана.
- Синхронизация позиции чтения на нескольких устройствах.

## Поддерживаемые форматы
- fb2
- fbz
- txt
- epub (без DRM)
- html
- doc
- docx
- odt
- rtf
- mobi
- prc (PalmDoc)
- tcr